# Chiapovano
Chiapovano (in sloveno Čepovan; in friulano Cjapovan) è un paese della Slovenia, frazione del comune urbano di Nova Gorica.
La località si trova nell'omonimo vallone (Čepovanski dolina) a est dell'altopiano della Bainsizza a 604,4 metri s.l.m., a 20 chilometri dal capoluogo comunale e a 18,7 chilometri dal confine italiano.

All'insediamento (naselje) afferiscono gli agglomerati di Brdar, Draga, Dol, Frata, Griva, Hojak, Moražec, Na Občinah, Pičulini, Podčepovan, Puštale, Robe, Šulgi, Tesno, Velike Vrše e Vrata.
È inoltre sede di una delle 19 comunità locali in cui è suddiviso il comune di Nova Gorica.

## Storia
Durante il dominio asburgico Chiapovano fu comune autonomo e comprendeva i centri di Chiapovano inferiore (Čepovan Dolnji, l'odierno centro abitato di Chiapovano), Chiapovano superiore (Čepovan Gornji, toponimo che identificava l'insieme delle piccole frazioni a nord di Chiapovano) e Pustalla/Pustala (Puštala/Puštale).
Dal 1920 al 1947 fece parte del Regno d'Italia, inquadrato dapprima nella Provincia del Friuli e poi dal 1927 nella Provincia di Gorizia. Nel 1928 inglobò i comuni di Locavizza di Canale e di Tribussa. A tale data il comune comprendeva quindi le frazioni di:
- Chiapovano, con i centri di Pustale/Pustala (Puštale), Dol, Tesno e Vrata.
- Locovizza/Locavizza di Canale (Lokovec, aggregato nel 1928)
- Tribusa/Tribussa Superiore (Gorenja Trebuša, aggregato nel 1928, attualmente ricompresa nel comune di Tolmino)

Chiapovano passò poi alla Jugoslavia e quindi alla Slovenia.

## Alture principali
Rojčev vrh, 993 m; Bezlavnik, 1 040 m; Murnov Košac, 948 m; Kobilica, 929 m; Koprivnik, 951 m; Špik, 921 m; Velike Vrše, 863 m; Vrh Skopice, 863 m.